# Paul Berg (scheikundige)
Paul Timmy Berg (New York, 30 juni 1926 – Stanford (Californië), 15 februari 2023) was een Amerikaanse biochemicus en professor emeritus aan de Stanford-universiteit. In 1980 kreeg hij samen met Walter Gilbert en Frederick Sanger de Nobelprijs voor de Scheikunde vanwege hun belangrijke bijdragen aan het onderzoek naar nucleïnezuren.

## Biografie
Berg werd geboren in New York als een van de drie zonen van Harry Berg en Sarah Brodsky. Na het voltooien van zijn middelbareschoolopleiding diende hij van 1943 tot 1946 bij de Amerikaanse marine. In 1948 behaalde hij zijn bachelor in de biochemie aan de Pennsylvania State University en in 1952 behaalde hij zijn doctoraal in de biochemie aan de Case Western Reserve University.
Vervolgens werkte hij als postdoc-student samen met de Deense biochemicus Herman Kalckar bij het Instituut van Cytofysiologie in Kopenhagen en met Arthur Kornberg aan de Washington-universiteit in Saint Louis. In 1955 verkreeg hij een aanstelling als docent in Saint Louis, gevolgd door een docentschap biochemie aan de Stanford-universiteit. Een jaar later, in 1960, werd hij benoemd tot hoogleraar biochemie aan Stanford alwaar hij aanbleef tot aan zijn pensionering in 2000. 
In 2023 overleed Berg op 96-jarige leeftijd.

## Werk
In 1956 identificeerde Paul Berg transfer-RNA (tRNA), moleculen aanwezig in cellen die opdrachten uitvoeren die gecodeerd zijn in het mRNA. Ze verbinden de amninozuren aan de correcte proteïneketens tijdens de synthese in de ribosomen van een cel. 
In 1972 ontwikkelde Berg een nieuwe gen-samenvoeg-techniek waarmee hij het eerste recombinant DNA wist te maken. Dat jaar had hij ontdekt dat fragmenten DNA-ketens, die met behulp van bepaalde enzymen waren geknipt, in willekeurige combinaties weer aan elkaar geplakt konden worden. Hiermee legde hij de basis van het recombinant DNA-onderzoek.
Maar in 1974, in wat de Berg-brief wordt genoemd, waarschuwde hij expliciet voor de gevaren die inherent zijn bij het experimenteren met recombinant DNA. Als een van de eerste onderzoekers riep hij in de brief op tot een bezinning op mogelijke risico's van dit soort experimenten met genetisch materiaal. Dit leidde tot het opstellen van richtlijnen voor dit werk door de National Institutes of Health (NIH) in 1976. 

## Onderscheidingen
Naast de Nobelprijs in 1980 ontving Berg datzelfde jaar ook de Albert Lasker Award for Basic Medical Research, alsmede in 1983 de National Medal of Science en in 1986 de National Library of Medicine Award.

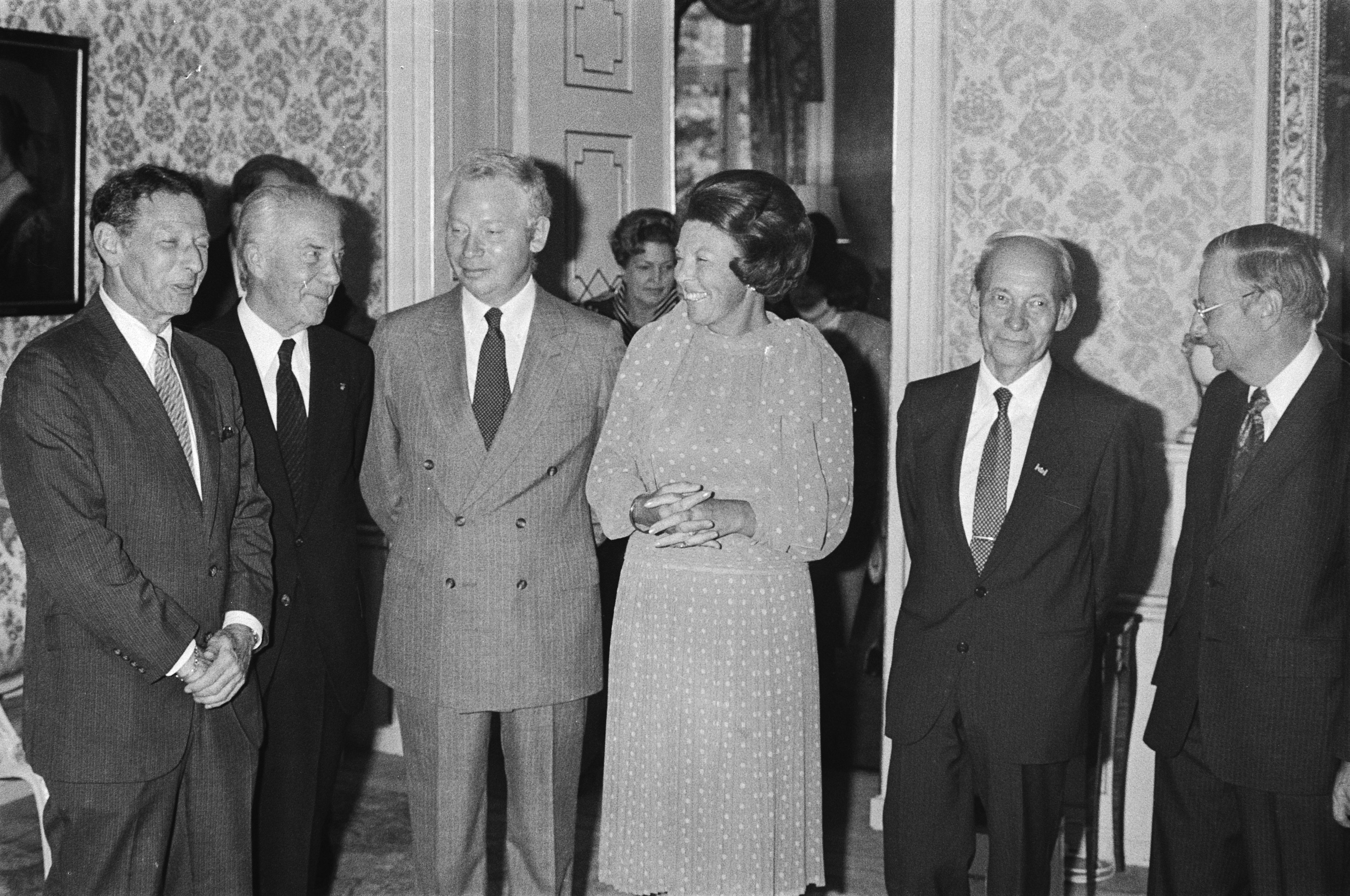
Koningin Beatrix ontvangt 5 Nobelprijswinnaars in 1983: Paul Berg, Christian de Duve, Steven Weinberg, Manfred Eigen & Nicolaas Bloembergen

1901: Van 't Hoff ·
1902: E. Fischer ·
1903: Arrhenius ·
1904: Ramsay ·
1905: Baeyer ·
1906: Moissan ·
1907: Buchner ·
1908: Rutherford ·
1909: Ostwald ·
1910: Wallach ·
1911: Curie ·
1912: Grignard, Sabatier ·
1913: Werner ·
1914: Richards ·
1915: Willstätter ·
1918: Haber ·
1920: Nernst ·
1921: Soddy ·
1922: Aston ·
1923: Pregl ·
1925: Zsigmondy ·
1926: Svedberg ·
1927: Wieland ·
1928: Windaus ·
1929: Harden, Euler-Chelpin ·
1930: H. Fischer · 
1931: Bosch, Bergius ·
1932: Langmuir ·
1934: Urey ·
1935: F. Joliot-Curie, I. Joliot-Curie ·
1936: Debye ·
1937: Haworth, Karrer ·
1938: Kuhn ·
1939: Butenandt, Ružička ·
1943: Hevesy · 
1944: Hahn ·
1945: Virtanen ·
1946: Sumner, Northrop, Stanley ·
1947: Robinson · 
1948: Tiselius · 
1949: Giauque ·
1950: Diels, Alder ·
1951: McMillan, Seaborg ·
1952: Martin, Synge ·
1953: Staudinger ·
1954: Pauling ·
1955: Vigneaud ·
1956: Hinshelwood, Semjonov ·
1957: Todd ·
1958: Sanger ·
1959: Heyrovský ·
1960: Libby ·
1961: Calvin ·
1962: Perutz, Kendrew ·
1963: Ziegler, Natta ·
1964: Hodgkin ·
1965: Woodward ·
1966: Mulliken ·
1967: Eigen, Norrish, Porter ·
1968: Onsager ·
1969: Barton, Hassel ·
1970: Leloir ·
1971: Herzberg ·
1972: Anfinsen, Moore, Stein · 
1973: E.O. Fischer, Wilkinson · 
1974: Flory ·
1975: Cornforth, Prelog ·
1976: Lipscomb ·
1977: Prigogine · 
1978: Mitchell ·
1979: Brown, Wittig ·
1980: Berg, Gilbert, Sanger ·
1981: Fukui, Hoffmann ·
1982: Klug ·
1983: Taube ·
1984: Merrifield ·
1985: Hauptman, Karle ·
1986: Herschbach, Lee, Polanyi ·
1987: Cram, Lehn, Pedersen ·
1988: Deisenhofer, Huber, Michel ·
1989: Altman, Cech ·
1990: Corey ·
1991: Ernst ·
1992: Marcus ·
1993: Mullis, Smith ·
1994: Olah ·
1995: Crutzen, Molina, Rowland ·
1996: Curl, Kroto, Smalley ·
1997: Boyer, Walker, Skou ·
1998: Kohn, Pople ·
1999: Zewail ·
2000: Heeger, MacDiarmid, Shirakawa ·
2001: Knowles, Noyori, Sharpless ·
2002: Fenn, Tanaka, Wüthrich ·
2003: Agre, MacKinnon ·
2004: Ciechanover, Hershko, Rose ·
2005: Grubbs, Schrock, Chauvin ·
2006: Kornberg ·
2007: Ertl ·
2008: Shimomura, Chalfie, Tsien ·
2009: Steitz, Yonath, Ramakrishnan ·
2010: Heck, Negishi, Suzuki ·
2011: Shechtman ·
2012: Kobilka, Lefkowitz ·
2013: Karplus, Levitt, Warshel ·
2014: Betzig, Hell, Moerner ·
2015: Lindahl, Modrich, Sancar ·
2016: Sauvage, Stoddart, Feringa ·
2017: Dubochet, Frank, Henderson · 
2018: Arnold, Winter, Smith ·   
2019: Goodenough, Whittingham, Yoshino ·
2020: Charpentier, Doudna ·
2021: List, MacMillan ·
2022: Bertozzi, Meldal, Sharpless ·
2023: Bawendi, Brus, Jekimov ·
2024: Baker, Hassabis, Jumper